# Хейзел, Эдди
Э́дди Хе́йзел (англ. Edward Earl "Eddie" Hazel; 10 апреля 1950 — 23 декабря 1992) — американский гитарист, видный деятель раннего фанка, гитарист первого состава группы Funkadelic.
Музыкальный сайт AllMusic называет его «мифической фигурой», «первопроходцем инновационного фанк-металлического звучания» начала 1970-х годов, лучшим примером которого является его классический инструментальный джем «Maggot Brain».
Его мифический статус является результатом его короткого, таинственного периода продуктивности, призрачного цикла из трёх альбомов, увенчанного [композицией] «Maggot Brain», который пришёл к завершению по мере того, как пресловутые проблемы Хейзела с наркотиками начали его преследовать, приведя к личным спорам с Джорждем Клинтоном, тюремному заключению и в конце концов к медленной смерти от печёночной недостаточности. Хотя значимые достижения Хейзела немногочисленны — в основном ограничены первым трём альбомам [группы] Funkadelic, сольному альбому 1977 года и легендарными живыми выступлениями — эти достижения были очень влиятельными. В то время Хейзел казался однозначным преемником покойного Джимми Хендрикса, одного из немногих черных гитаристов, объединявших эйсид-роковый подход с ритм-н-блюзовой эстетикой. Более того, Хейзел продвинул вещи на шаг дальше, проинтегрировав в свою пламенную работу также крупную дозу фанка и установив прецедент для последующих гитаристов Parliament/Funkadelic, а также для более поздних поколений фанк-металлических гитаристов.Jason Birchmeier. Биография Эдди Хейзела на сайте AllMusic.
В 1997 в составе групп Parliament-Funkadelic Эдди Хейзел был посмертно принят в Зал славы рок-н-ролла.
В 2003 году журнал «Роллинг стоун» поместил его на 43 место своего «Списка ста величайших гитаристов всех времен» , а в 2011 году (в новой версии списка) — на 83-е.

## Дискография
- См. «Eddie Hazel § Discography» в английском разделе.